# Rudolf de Fulda
Rodolphe de Fulda (né avant 800 - † le 8 mars 865 à Fulda) fut un moine du grand monastère bénédictin de Fulda (en Hesse), chancelier et écolâtre de l'établissement, collaborateur de Raban Maur, et comme écrivain notamment historien et hagiographe.

## Vie et travaux
Il était déjà moine à l'abbaye de Fulda en 812, et il y fut l'élève de Raban Maur. Quand ce dernier devint abbé, en 822, il fit de Rodolphe son bras droit, l'ordonnant sous-diacre en 822, et prêtre en 834. Responsable de la chancellerie et des archives du monastère, il se serait livré (selon l’historien Edmund E. Stengel) à des falsifications de documents afin de justifier les possessions considérables de son abbaye. Il fut aussi écolâtre de l'abbaye, et joua comme tel un grand rôle dans la vie intellectuelle de l'époque, Fulda étant alors le foyer d'enseignement le plus réputé de tout l'Empire carolingien, où furent formés les lettrés les plus célèbres, comme Loup de Ferrières, Walafrid Strabon, Ermenric d'Ellwangen.
En 836, il rédigea l'hagiographie de sainte Lioba. De 842 à 847, il composa les Miracula sanctorum in Fuldensium ecclesias translatorum, narration de la translation de diverses reliques à son abbaye par les bons soins de Raban Maur, et aussi hommage à son supérieur, avec la liste de ses ouvrages.
En 847, Raban Maur ayant été élevé au poste d'archevêque de Mayence, il le suivit sans doute un temps dans sa métropole, mais revint sûrement peu après à Fulda. On lui a attribué parfois la section des Annales de Fulda allant de 839 à 863, mais ce point est très disputé (ces annales semblant de toute façon provenir plutôt de Mayence que de Fulda). Il paraît également, selon des témoignages contemporains, s'être adonné à la poésie et à la peinture, mais il faut croire qu'une partie de son œuvre est perdue.
Entre 863 et 865, il rédigea la Translatio Sancti Alexandri, récit de la translation par Waltbraht, un petit-fils du duc Widukind, des ossements du martyr Alexandre de Rome à Wildeshausen (850), ouvrage terminé après sa mort par son disciple Méginhard. L’introduction, qui comprend les chapitres 1 à 3, décrit la société saxonne païenne, ses traditions et les campagnes de Charlemagne en Saxe. La description de la société saxonne (chap. 2 et 3) est largement inspirée de la Germanie de Tacite, à laquelle Rodolphe de Fulda a largement emprunté, parfois textuellement ; il s'agit d'ailleurs du premier écrit médiéval s'appuyant sur l’essai ethnographique de l’écrivain latin. Pour le chapitre 3, consacré aux campagnes saxonnes, Rodolphe a puisé dans la Vita Karoli Magni d’Éginhard, mais on y trouve aussi des informations uniques sur l'arbre sacré des Saxons, Irminsul.

## Sources
- Monumenta Germaniae Historica, vol. 7 : Annales Fuldenses sive Annales regni Francorum orientalis, Hanovre, coll. « Scriptores rerum Germanicarum in usum scholarum separatim editi », 1891 (lire en ligne)
- Translatio S[ancti] Alexandri: Niedersächs. Landesbibliothek Hannover Ms. I, 186 auctoribus Rudolfo et Meginharto Fuldensis. Mit e. Einf. von Helmar Härtel, Faksimile-Druck. Hildesheim: Gerstenberg 1979 (Facsimilia textuum manuscriptorum; 5)  (ISBN 3-8067-0829-0)
- Marie-Nicolas Bouillet  et Alexis Chassang (dir.), « Rudolf de Fulda » dans Dictionnaire universel d’histoire et de géographie, 1878 (lire sur Wikisource)

- (de) Cet article est partiellement ou en totalité issu de l’article de Wikipédia en allemand intitulé « Rudolf von Fulda » (voir la liste des auteurs).